# اکینوزو
اکینوزو (به ترکی استانبولی: Ekinözü) یک منطقهٔ مسکونی در ترکیه است که در استان قهرمان‌مرعش واقع شده‌است.